# Clarence Raymond Adams
Clarence Raymond Adams (Cranston (Rhode Island), 10 de abril de 1898 — 15 de outubro de 1965) foi um matemático estadunidense. Trabalhou com o método das diferenças finitas.
Iniciou os estudos na Universidade Brown no outono de 1915 e graduou-se em 1918. Adams obteve o PhD em 1922 na Universidade Harvard, orientado por George David Birkhoff. Em 17 de agosto de 1922 casou com Rachel Blodgett, que obteve um PhD no Radcliffe College em 1921. Como fellow viajante Sheldon (Sheldon Traveling Fellow) da Universidade Harvard, estudou na Universidade de Roma "La Sapienza" com Tullio Levi-Civita e na Universidade de Göttingen com Richard Courant. Em 1923 retornou para a Universidade Brown como instrutor, e em 1936 tornou-se Professor Pleno e catedrático do Departamento de Matemática de 1942 to 1960. Aposentou-se em 1965, e morreu no mesmo ano em 15 de outubro.

## Publicações
- «The general theory of a class of linear partial q-difference equations». Trans. Amer. Math. Soc. 26 (3): 283–312. 1924
- «On the linear ordinary q-difference equations». Ann. Math. 30: 195–205. 1929
- «On the linear partial q-difference equations of general type». Trans. Amer. Math. Soc. 31: 360–371. 1929
- «Linear q-difference equations». Bull. Amer. Math. Soc. 37 (6): 361–400. 1931. MR 1562160
- «Transformations of double sequences with application to Cesàro summability of double series». Bull. Amer. Math. Soc. 37 (10): 741–748. 1931. MR 1562249